# Уничтожение вертолёта с военной комиссией Генштаба России
Уничтожение вертолёта с военной комиссией Генерального штаба России — военная операция Второй чеченской войны, проведённая ВС ЧРИ 17 сентября 2001 года, в результате которой было убито 13 человек, в том числе начальник 2-го управления Главного оперативного управления Генерального штаба ВС России генерал-майор Анатолий Поздняков и заместитель начальника Главного управления кадров Минобороны России генерал-майор Павел Варфоломеев.

## Операция
В сентябре 2001 года в Чечне находилась военная комиссия Генерального штаба ВС России, проводившая проверку финансовой отчётности. К 17 сентября 2001 года её работа была завершена. К операции по уничтожению вертолёта с военной комиссией, которая постоянно перемещалась по воздуху между Грозным и военной базой в Ханкале, были привлечены лучшие зенитчики чеченских боевиков — Шамсутдин Салаватов, Султан Мациев, Докку Джантемиров. Теракт был совершён по прямому указанию Шамиля Басаева: в частности, именно последний порекомендовал в группу зенитчиков Джантемирова. Помимо уничтожения вертолёта 17 сентября 2001 года трое вышеуказанных боевиков принимали участие в атаке на ещё два вертолёта и ряде нападений на колонны федеральных войск на протяжении 2000—2003 годов.
17 сентября 2001 года в 12:07 от комплекса правительственных зданий Чечни в Грозном в аэропорт Ханкала вылетел вертолёт Ми-8, на борту которого находилась военная комиссия Генштаба численностью 13 человек, в том числе генерал-майоры Анатолий Поздняков и Павел Варфоломеев, полковники Игорь Абрамов, Игорь Хахалкин, Юрий Махов, Сергей Торяник, Игорь Трибунов, Владимир Смоленников, подполковник Николай Любимский. После взлёта экипаж на связь ни разу не выходил. В 12:20 к оперативному дежурному поступила информация о падении вертолёта на окраине Грозного. Из материалов уголовного дела следует, что:
…По показаниям очевидцев, <…> выстрел (пуск) по вертолёту был произведён из района г. Грозный, из-за чего произошел первый взрыв на борту. Вертолёт загорелся в воздухе и стал снижаться на пустырь восточной окраины города. Проливающимся на землю горящим топливом было зажжено дерево по ул. Питомника. На высоте 15—20 метров и на удалении 70—100 метров от места падения вертолёта произошел второй взрыв (предположительно взорвался дополнительный топливный бак), и неуправляемый вертолёт упал на землю, разрушился и сгорел. Экипаж до последней возможности пытался отвернуть разрушающийся вертолёт от жилых построек, чем уберёг от гибели десятки мирных жителей, средствами спасения не воспользовался, борясь за жизнь пассажиров…
Вертолёт упал рядом с железнодорожным полотном, все находившиеся на борту погибли.

## Расследование гибели военной комиссии
Уголовное дело неоднократно приостанавливалось и снова возобновлялось. В 2003 году был арестован Салаватов, являвшийся лидером группы боевиков, в доме у которого нашли ПЗРК «Игла» и автомат Калашникова, который был идентифицирован как орудие убийства генерал-лейтенанта Игоря Шифрина. Салаватов признался в совершении ряда терактов и выдал всех своих сообщников. Следом были арестованы Джантемиров, Мациев и один их сообщник, не принимавший непосредственного участия в атаке на вертолёт — Висхан Хабибулаев.
Также была установлена причастность Джантемирова к атаке на вертолёт Ми-26 под Ханкалой 19 августа 2002 года, в результате которой погибли 127 человек.
29 апреля 2004 года Джантемиров приговорён к пожизненному лишению свободы, 22 сентября 2004 года Верховный суд России оставил приговор по данному обвинению без изменения.
31 июля 2005 года Верховный суд Чечни вынес приговор зенитчикам — Джантемиров во второй раз приговорён к пожизненному лишению свободы, такое же наказание назначено Салаватову и Мациеву. Хабибулаев получил 13 лет лишения свободы. Джантемиров, Салаватов и Мациев были
отправлены в колонию «Белый лебедь». 
Осуждённые к пожизненному лишению свободы обжаловали приговор в Верховном суде.
18 сентября 2007 года кассационным определением Судебной коллегии по уголовным делам Верховного суда РФ приговор, вынесенный Верховным судом Чеченской Республики 18 июля 2005 года был отменён «в связи с допущенными судом нарушениями закона при рассмотрении дела на стадии предварительного слушания и в судебном заседании, а также имеющимися неточностями и расхождениями в процессуальных документах», а дело возвращено в тот же суд для повторного рассмотрения в новом составе судей. 2 сентября 2008 года Верховный суд Чеченской Республики по совокупности преступлений повторно приговорил Салаватова, Джантемирова и Мациева к пожизненному заключению в колонии особого режима, а Хабибулаева — к 8 с половиной годам колонии строгого режима.